# Chrysispa paucispina
Chrysispa paucispina es un coleóptero de la familia Chrysomelidae.
Fue descrita científicamente en 1897 por Weise.